# Brännehultasjön
Brännehultasjön är en sjö i Tibro kommun i Västergötland och ingår i Motala ströms huvudavrinningsområde.